# Frithjof (Schiff, 1968)
Die Frithjof war ein deutsches Fischereischutzschiff. Eigner und Betreiber war das Bundesamt für Ernährung und Forstwirtschaft, die heutige Bundesanstalt für Landwirtschaft und Ernährung.

## Bau und technische Daten
Das Schiff wurde im Jahr 1968 auf der Schlichting-Werft in Travemünde gebaut, auf der auch 1973 das Fischereiforschungsschiff Walther Herwig gebaut wurde. Das Schiff ist 76,76 m lang und 11,79 m breit. Es hatte als Fischereischutzschiff 5,14 m Tiefgang, war mit 1.716 BRT vermessen und verdrängte 2.310 Tonnen. Der dieselelektrische Antrieb mit 2.800 PS erlaubte eine Spitzengeschwindigkeit von 15 Knoten. Mit seinem Brennstoffvorrat von 550 Tonnen konnte das Schiff 13.000 Seemeilen zurücklegen. Die Besatzung bestand aus 35 Mann.

## Fischereischutzdienst
Das Schiff wurde am 6. September 1968 ausgeliefert und mit Heimathafen Cuxhaven in Dienst gestellt. Bis 1997 diente es zur Überwachung und Kontrolle der Fischerei. Es war dabei nicht nur in der Ausschließlichen Wirtschaftszone Deutschlands in der Nordsee sowie im Rahmen internationaler Abkommen auch außerhalb der deutschen Seegewässer der Nordsee sowie im Nordatlantik eingesetzt. Hauptverwendungszweck war die Überwachung der Einhaltung von Fangverboten sowie die Kontrolle der Mindestmaschenöffnungen der Netze, des Netzzubehörs sowie der Mindestgrößen der gefangenen Fische. Ebenso befanden sich eine meteorologische Station (Deutscher Wetterdienst) an Bord, sowie ein Hospital (Hafen- und Flughafenärztlicher Dienst Hamburg), die die verschiedenen Fangplätze fachdienstlich mitversorgten.

## AusbildungsschiffEmsstrom
Die Frithjof wurde 1997 außer Dienst gestellt und bald darauf verkauft. Neuer Eigner wurde die Anfang 1998 von einer Gruppe deutscher Reedereien gegründete Gemeinnützige Gesellschaft Trainingszentrum MS Emsstrom mbH, die das Schiff in Emsstrom umbenannte und in Leer als Ausbildungsschiff betrieb. Der Schwerpunkt lag in der systematischen Ausbildung von philippinischen Seeleuten für die Laufbahnen als nautische und technische Schiffsoffiziere (drei Jahre), der Schulung zum Schiffskoch (drei Monate) und der Sicherheitsausbildung nach STCW 95. Das Ausbildungsangebot der gGmbH auf dem Schiff wurde zeitweise von bis zu neunzig Reedereien aus dem In- und Ausland genutzt.
Durch die Schifffahrtskrise waren zahlreiche Kunden gezwungen, die Aus- und Weiterbildung zu kürzen oder ganz einzustellen, was wiederum zu Schwierigkeiten der Betreibergesellschaft führte. Diese beschloss daher, den Betrieb Ende 2012 einzustellen und sich aufzulösen.

## Verbleib
Die fahruntüchtige Emsstrom wurde an die World Towage & Salvage Corp. in Panama verkauft und am 9. Januar 2013 zunächst nach Emden geschleppt. Dort wurde sie am 10. Januar vom Hochseeschlepper Christos XXII auf den Haken genommen. Am 14. Januar sank die Emsstrom, die in die Türkei geschleppt werden sollte, nach Kollision mit der Christos XXII in der Lyme Bay vor Hope’s Nose, Torbay. Während der Fahrt durch den Ärmelkanal hatte die unbemannte Emsstrom eine Schlagseite entwickelt. Der Schlepper ankerte in der Lyme Bay, um die Ursache dafür zu untersuchen. Kurz darauf wurde die Emsstrom durch den Gezeitenstrom auf den Schlepper getrieben.
Das Wrack der Emsstrom liegt nun in 27 m Wassertiefe und kann betaucht werden.